# وليام بينتون
وليام بينتون (بالإنجليزية: William Burnett Benton)‏ (و. 1900 – 1973 م) هو سياسي، دبلوماسي من الولايات المتحدة الأمريكية ولد في [منيابولس]]، مينيسوتا.
تولى منصب عضو مجلس الشيوخ الأمريكي .

## التعليم
تعلم في جامعة ييل.

## روابط خارجية
- وليام بينتون على موقع الموسوعة البريطانية (الإنجليزية)